# Michael Brantley
Michael Charles Brantley Jr. (Bellevue, 15 maggio 1987) è un giocatore di baseball statunitense che gioca nel ruolo di esterno per i Houston Astros della Major League Baseball (MLB).

## Carriera
Brantley fu scelto dai Milwaukee Brewers nel settimo giro del draft 2005. Il 3 settembre 2008 fu scambiato con i Cleveland Indians per CC Sabathia assieme a Matt LaPorta, Zach Jackson e Rob Bryson.
Fu promosso nel roster principale della squadra il 1º settembre 2009 debuttando nella MLB lo stesso giorno, al Comerica Park di Detroit contro i Detroit Tigers. Nelle sue prime 8 gare da professionista raggiunse sempre le basi. La prima stagione completa di Brantley fu quella del 2011, in cui ebbe una media battuta di .266 in 114 gare, con 7 fuoricampo, 46 punti battuti a casa (RBI) e 13 basi rubate.
Nel 2014, Brantley fu convocato per il suo primo All-Star Game dopo che nella prima metà della stagione batté con .322 , con 15 home run e 63 RBI. Nell'ultima gara dell'anno batté la sua 200ª valida stagione. Concluse l'annata vincendo il Silver Slugger Award, piazzandosi terzo nel premio di MVP dell'American League dietro a Mike Trout e Víctor Martínez.
Brantley si sottopose a un intervento chirurgico alla spalla prima dell'inizio della stagione 2016 ma fece ritorno agli Indians ad aprile. Ad agosto però apparve necessaria una seconda operazione che gli fece perdere il resto della stagione. Tornò in campo l'anno seguente, venendo convocato per il suo secondo All-Star Game.

## Palmarès
- MLB All-Star: 5

2014, 2017, 2018, 2019, 2021
- Silver Slugger Award: 1

2014
- Giocatore della settimana: 1

AL: 15 giugno 2014